# چیویتو (ساندویچ)
چیویتو (انگلیسی: Chivito) یک غذای ملی اروگوئه است که یک برش نازک ترد از استیک گوشت گاو (churrasco) به صورت پخته شده، با پنیر موزارلا، گوجه فرنگی، سس مایونز، سیاه یا سبز زیتون است و معمولاً بیکن سرخ شده یا تخم مرغ آب‌پز و ژامبون در درون نان هم به عنوان یک ساندویچ سرو می‌شود. همچنین اغلب همراه با سیب زمینی سرخ شده سرو می‌شود. مواد تشکیل دهنده دیگر مانند چغندر قرمز و نخود فرنگی کبابی یا سرخ شده در ماهی تابه، فلفل قرمز و برشی از خیار نیز ممکن است اضافه شده باشد.
در آرژانتین یک ساندویچ که با این روش تهیه می‌شود با نام لومیتو شناخته می‌شود و معنای لغوی آن «بچه گوشت» است.

## منشا
چیویتو کوتاه شدهٔ کلمه چیوو (chivo) به معنای بز یا بچه بز است. در کشورهای همسایه آرژانتین چیوو کبابی شده یک غذای محبوب آسادو (asado) است. گزارش شده‌است که چیوو اروگوئه ای در پونتا دل استه اروگوئه در سال ۱۹۴۶ در یک رستوران به نام "ال مجیلون بار به وجود آمده‌است، هنگامی که یک مشتری آرژانتینی به عنوان یک غذای سریع دستور یک ساندویچ چیویتو با گوشت بز را داد. صاحب رستوران، آنتونیو کاربونارو، که چنین گوشتی در اختیار نداشت از گوشت فیله استیک به جای آن استفاده کرد.

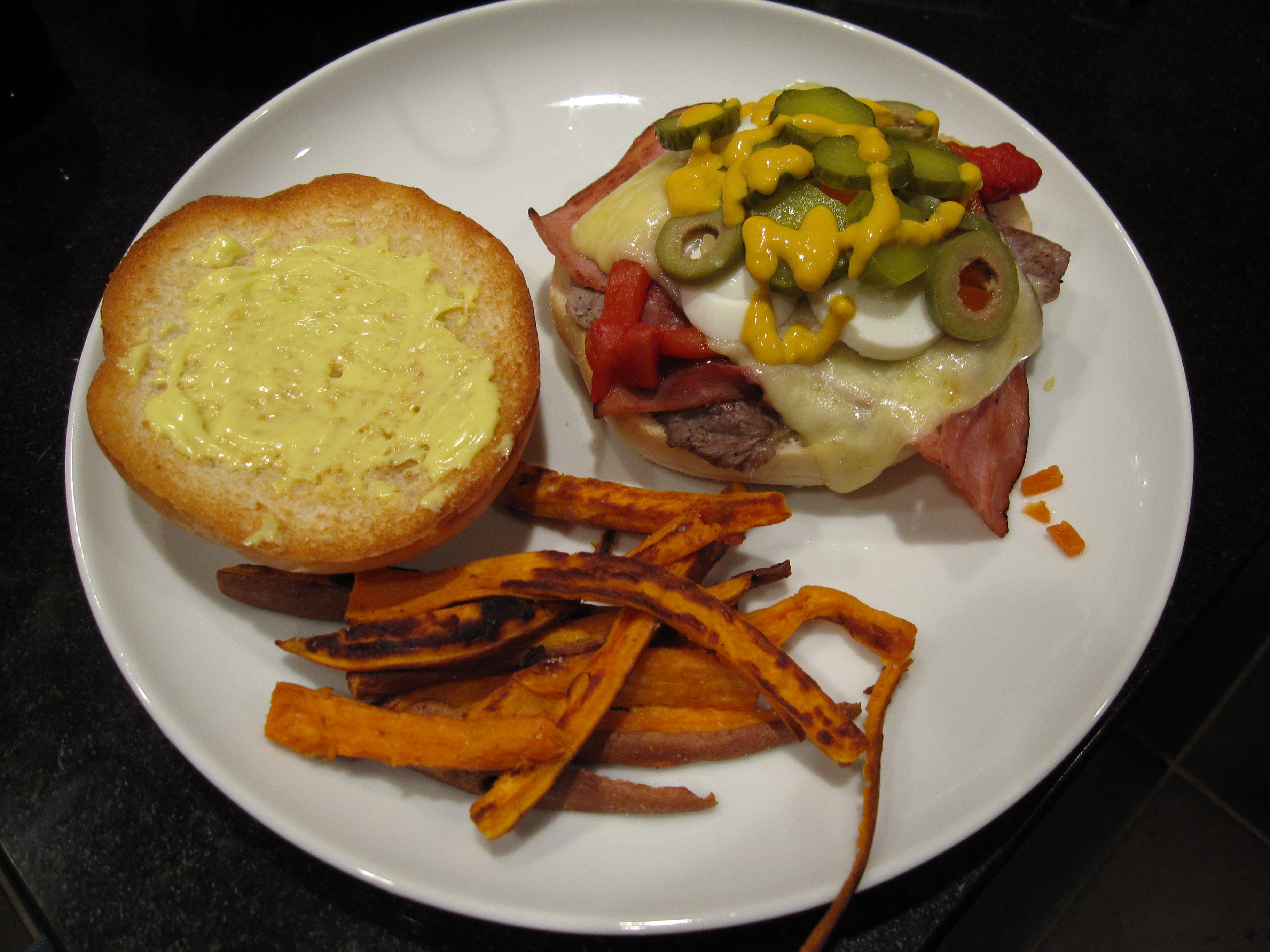
مواد تشکیل دهنده در یک ساندویچ چیویتو

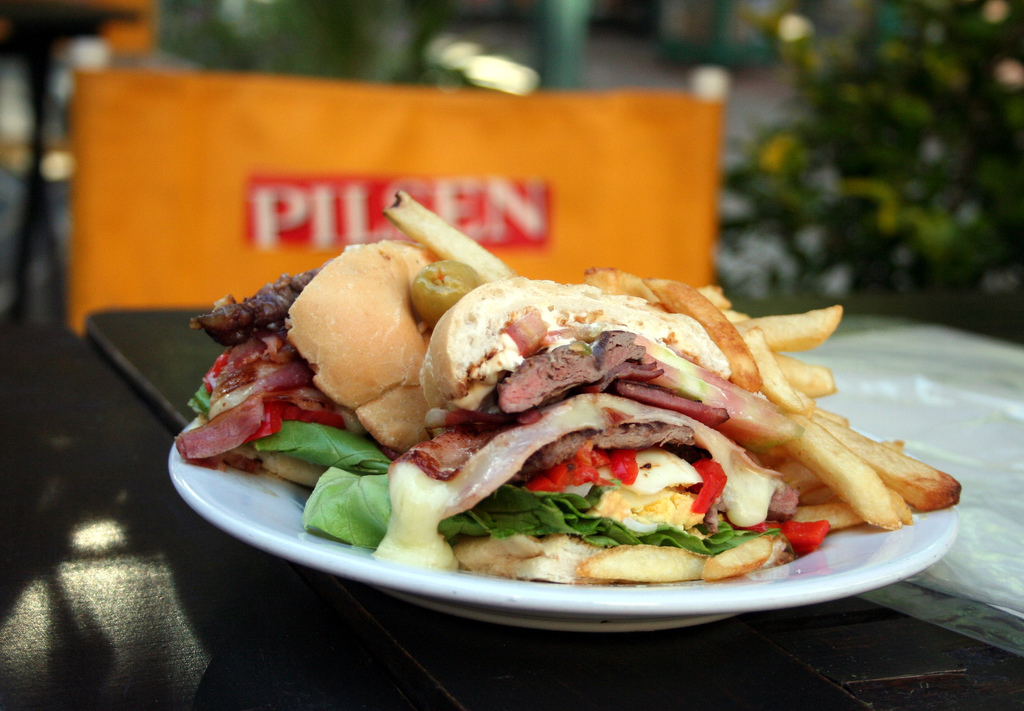
یک ساندویچ چیویتو با تمام مواد از باغچه خانگی

## مطالب بیشتر
- تاریخ چیویتو از دولت‌های محلی در ملدونادو (اسپانیایی) https://web.archive.org/web/20131022024057/http://www.municipiomaldonado.gub.uy/historia_del_chivito
- اطلاعات در مورد جشنواره دوم چیویتو در ملدونادو (اسپانیایی) https://web.archive.org/web/20131022040952/http://www.municipiomaldonado.gub.uy/fiesta_del_chivito
- اطلاعات در مورد جشنواره سوم چیویتو در ملدونادو (اسپانیایی) https://web.archive.org/web/20131022045102/http://www.maldonado.municipiomaldonado.gub.uy/3ra_fiesta_del_chivito
- مقاله در مورد اختراع سوم منتشر شده در حافظه مخترع (اسپانیایی) http://www.lanacion.com.ar/544347-murio-el-inventor-del-chivito-uruguayo